# 穀麥

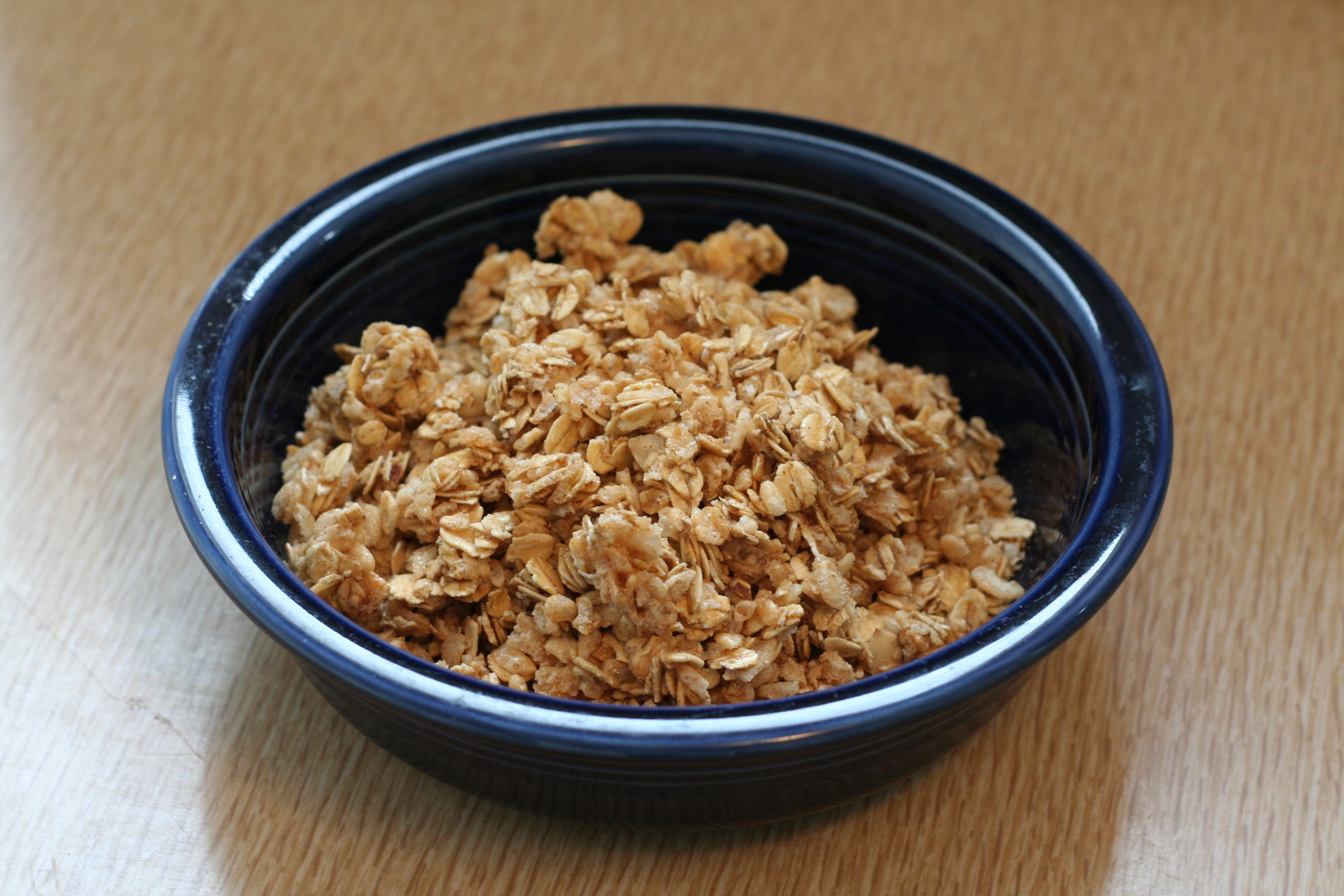
散狀的穀麥

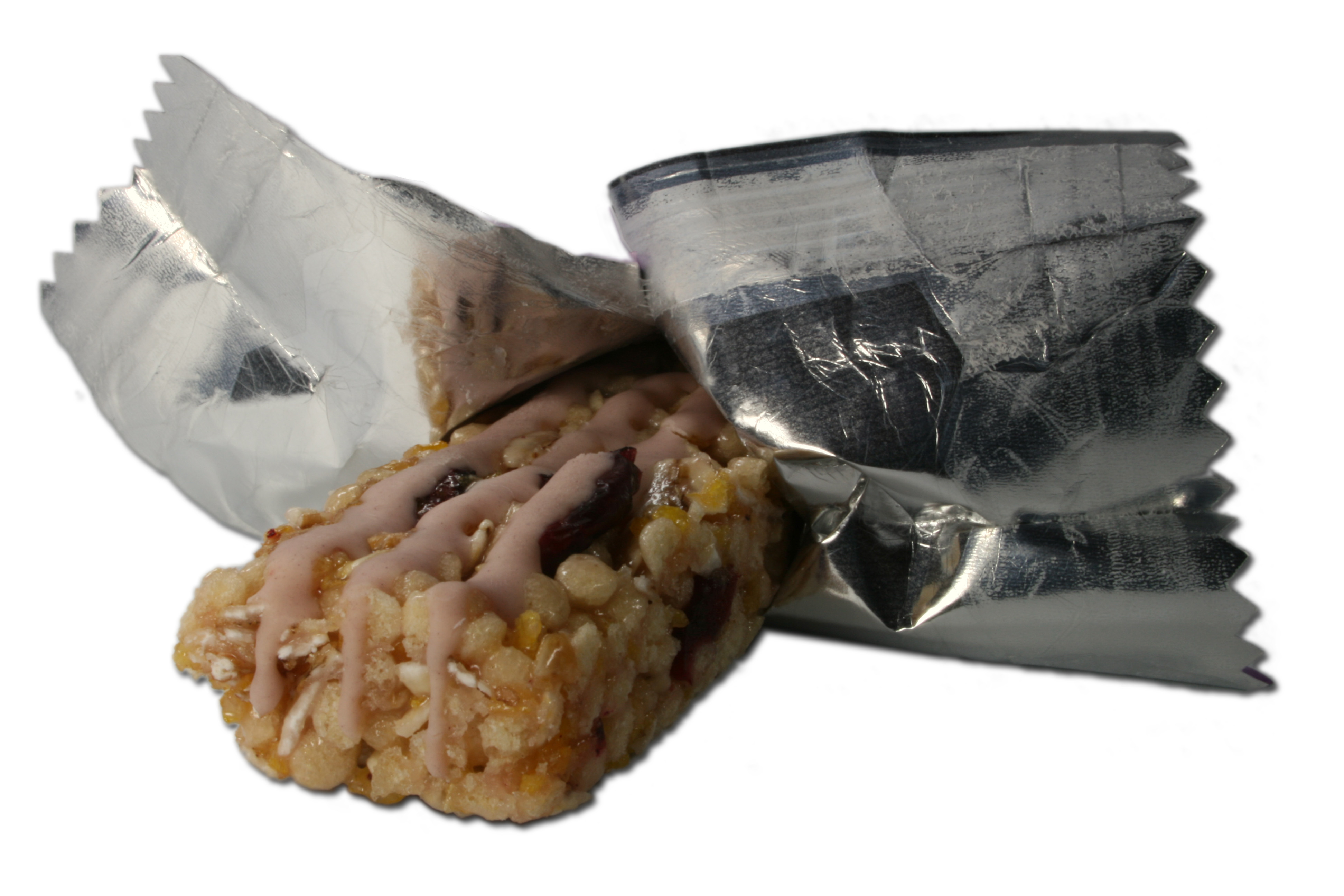
穀麥棒

穀麥，又常稱為燕麥、果麥，是一種以燕麥片、堅果、蜂蜜作為原料、經烘烤而成的食物。穀麥經常被當作早餐或零食食用，雖然起源於美國，但在日本等地也頗受歡迎。另外，除了散狀的包裝方式外，穀麥也經常製成棒狀以方便食用。

## 種類
穀麥常見的口味有乾果、朱古力等等，穀麥棒種類甚多但大部分都以低卡路里和低脂為主。

## 類似食品
- 玉米片
- 麥片
- 木斯里

## 外部連結
- 穀麥棒營養成分表 （页面存档备份，存于）（日語）